# Ружбеляк (Токтайбелякское сельское поселение)
Ружбеляк (мар. Рушплак) — опустевшая деревня в Куженерском районе Республики Марий Эл. Входит в состав Токтайбелякского сельского поселения.

## География
Находится в северо-восточной части республики Марий Эл на расстоянии приблизительно 9 км на север от районного центра посёлка Куженер.

## История
Известна была с 1874 года, когда здесь было 43 двора, из них в 9 дворах проживали русские, в 34 дворах — марийцы. В 1941 году в деревне насчитывалось 48 дворов, в середине 1950-х годов 42 двора с численностью жителей 211 человек. В 1970-е года люди начали уезжать из деревни. К началу 1990-х годов в Ружбеляке остались 13 дворов, в 2000 году осталось всего три жилых дома с пенсионерами. В 2001 году в село Токтайбеляк переехала последняя семья. В советское время работали колхозы «Немда» и им. Тельмана.

## Население
Население составляло 10 человек (мари 90 %) в 2002 году, 0 в 2010.

## Известные уроженцы
Харитонова Ольга Федотовна (1947—2021) —  советская и российская актриса театра. Актриса Марийского театра драмы им. М. Шкетана (1969-2021). Народная артистка Республики Марий Эл (2000), заслуженная артистка Республики Марий Эл (1995).